# Tempo di confessioni
Tempo di confessioni (Le temps des aveux) è un film del 2014 diretto da Régis Wargnier.